# TOFROM YAESU
TOFROM YAESU（トフロム ヤエス）は、東京都中央区八重洲一丁目にある都市再開発によって建設される複合施設。

## 概要
再開発地区はA、B地区に分かれており、Α地区には地上10階、地下2階、高さ約45m、B地区には地上51階、地下4階、高さ249.72mのビルの建設が計画されている。また、B地区の地下にはバスターミナル東京八重洲の第2期エリアが整備される予定である。事業主体は八重洲に本社を置く総合不動産会社の東京建物。
B地区は東京都より2019年1月に組合設立、2020年6月に権利変換計画が認可され、計画地の既存建物が2020年10月より解体されたのち、2021年10月に着工した。A地区は2022年2月に組合設立、2023年1月に権利変換計画が認可された。2024年に着工予定。
2025年3月3日に、この街区の名称を『TOFROM YAESU』（トフロム ヤエス）と決定した。また、建物の名称について、A街区を『TOFROM YAESU THE FRONT』（トフロム ヤエス ザ フロント）に、B街区を『TOFROM YAESU TOWER』（トフロム ヤエス タワー）にそれぞれ決定した。
この「TOFROM」とは、「TO」と「FROM」を組み合わせた造語であって、「日本中、ひいては世界中のヒト・モノ・コトがここに集まってつながり、ここから多様な価値が生み出され、発信されていく場所になってほしい」という思いが込められているという。
いずれの地区も2025年に竣工する予定となっている。

## 事故
2023年9月19日午前9時20分頃、B地区劇場棟7階の鉄骨建て方中に、タワークレーンで吊っていた長さ18m、重さ約7トンの小梁1本がボルトで仮設置した直後に落下し、これによって先行して設置してあった7階の小梁2本と、2本の鉄骨を継いだ大梁1本、そして大梁の継ぎ手部分を支えていた支保工が崩落する事故が発生した。この事故で作業員5人が落下し、うち2人が死亡した。この影響で工事は一時的に中断していたが、2024年1月16日に再開した。